# 深圳公交M385路

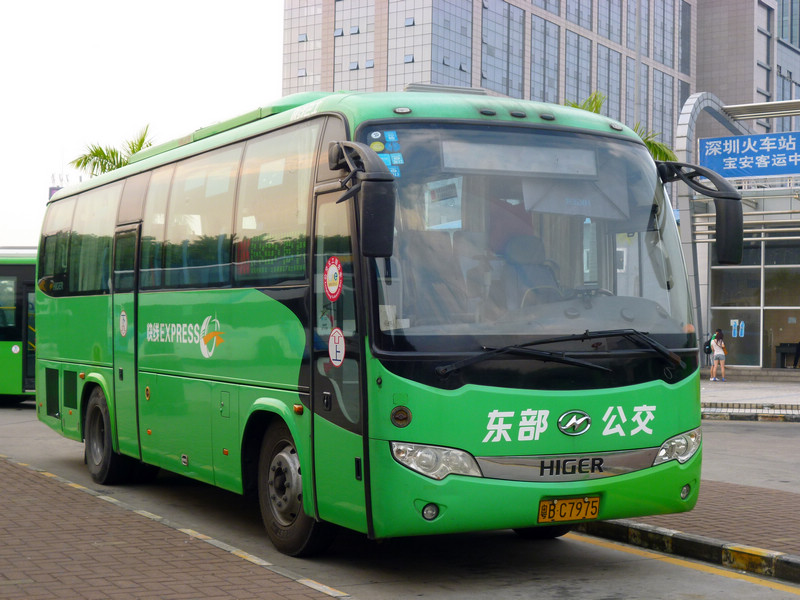
深圳公交M385路的海格KLQ6920QE3

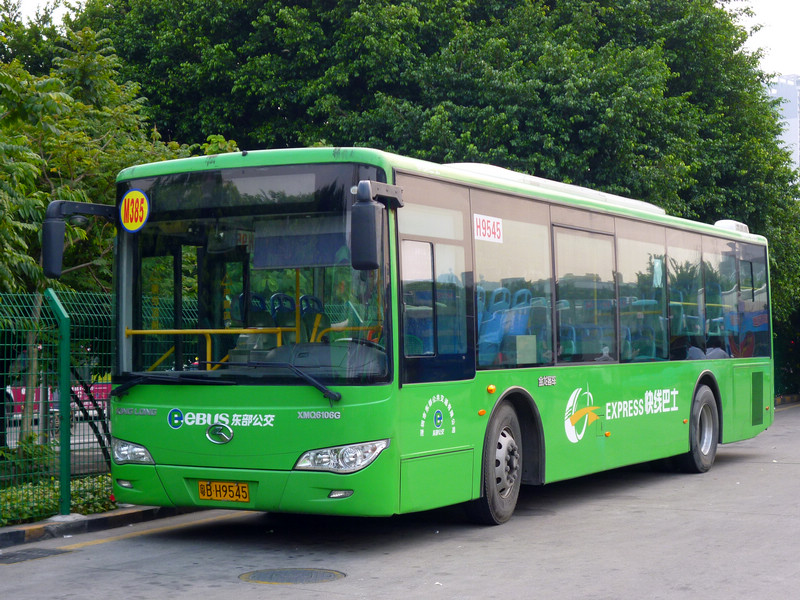
深圳公交M385路的金龙XMQ6106G

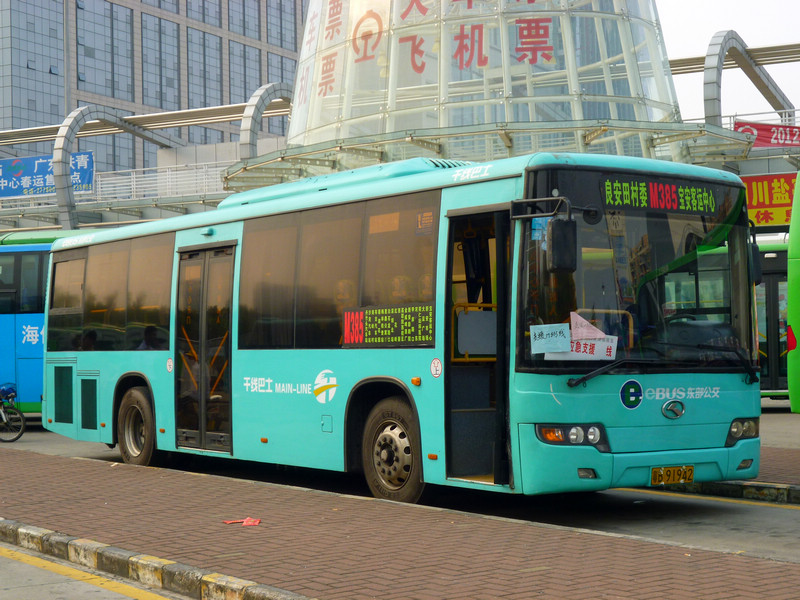
深圳公交M385路的海格KLQ6108GE3

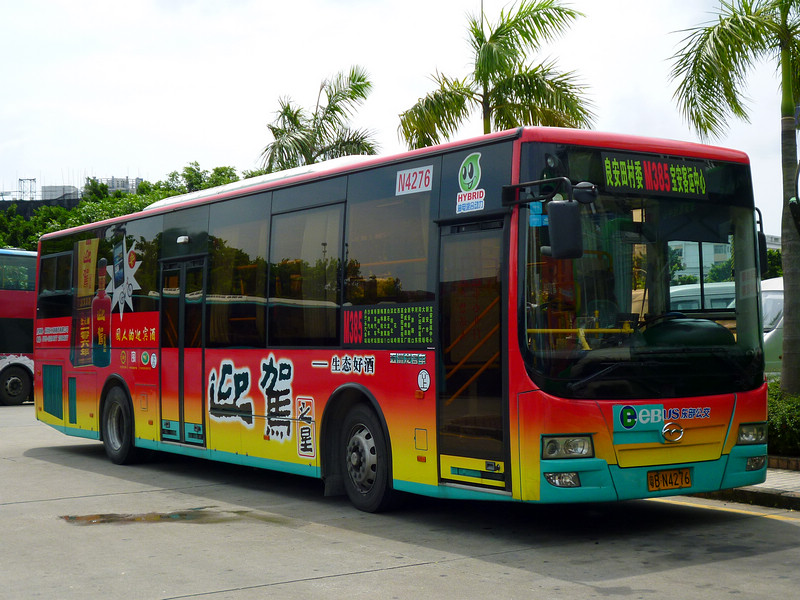
深圳公交M385路的五洲龙FDG6111HEVG2

深圳公交M385路（原K354路），是从丹竹头汽车站往来宝安客运中心的干线巴士，由深圳市东部公共交通有限公司运营。

## 线路简介
- 深圳公交M385路（原K354路）由深圳市东部公共交通有限公司营运。
- M385路（原K354路）丹竹头汽车站往来宝安客运中心，全长49.1公里，配车32台（截止2014年6月），车型为五洲龙客车FDG6111HEVG和五洲龙客车FDG6111HEVG2空调客车；单程行驶时间约为130分钟。
- 服务时间：06:10-20:30
- 发车间隔：15-20分钟一班（平峰期），10-15分钟一班（高峰期）

## 途经站点
- 往宝安客运中心方向：丹竹头汽车站、沙湾汽车站、沙湾天桥、沙湾路口、樟树布社区、南岭村、南湾街道办、南湾人民医院、百门前工业区、大芬油画村、东方半岛、半岛苑、布吉汽车站、布吉警署、三联桥头、中海怡翠、丽湖花园、宏扬学校、金龙羽、杨美村、坂田医院、四季花城①、坂田民营市场、光雅园路口、万科第五园西、南坑村、家和花园、星光之约②、万家灯火、滢水山庄①、惠鑫公寓、汇龙苑、万科金域华府、圣莫丽斯、深圳北汽车站、平山路口、红花岭、西丽劳力市场、新围村、金威啤酒厂、兴东地铁站、新福市场①、新安税务所、海关大厦、宝安国检、宝安党校、宝安人民医院、新安影剧院、五区市场、新安客运站、新安国土所、甲岸路口、西城上筑、金成名苑、宝安体育馆东、群贤花园、河东、西乡步行街、同仁妇科医院、大益广场、新安市场、宝安客运中心

- 往丹竹头汽车站方向：宝安客运中心、新安市场、同仁妇科医院、河东、群贤花园、宝安体育馆东、金成名苑、西城上筑、甲岸路口、新安国土所、新安影剧院、宝安人民医院、宝安党校、宝安国检、海关大厦、新安税务所、新福市场①、兴东地铁站、金威啤酒厂、深职院西校区、西丽劳力市场、红花岭、平山路口、深圳北汽车站、圣莫丽斯、万科金域华府、石龙路口、惠鑫公寓、滢水山庄、万家灯火、星光之约、家和花园、南坑村、万科第五园西、光雅园路口、坂田民营市场、四季花城、坂田医院、杨美村、金龙羽、宏扬学校、丽湖花园、中海怡翠、三联桥头、布吉警署、布吉汽车站、半岛苑、东方半岛、大芬油画村、百门前工业区、南湾人民医院、南湾街道办、南岭村、樟树布社区、沙湾路口、沙湾天桥、沙湾汽车站、丹竹头汽车站

## 历史
- K354路在2008年9月16日开通，为深圳“三层次公交线网”中的快线，是全深圳第一批公交快线（类似于快线巴士Express系统），以深圳巴士集团当时给东部公交的海格客车KLQ6119E3来营运。[1]
- 2009年6月，东部公交购入海格客车KLQ6920QE3来营运K354路，此前在该线营运的海格客车KLQ6119E3转至329路营运。
- 2010年8月，东部公交购入金龙客车XMQ6106G来营运K354路，此前在该线营运的部分海格客车KLQ6920QE3转至E20路营运。
- 2012年2月，深圳公交K354路更改编号为深圳公交M385路，线路性质也由快线巴士线路转变为干线巴士线路。
- 2012年7月，M385路开始途径深圳北站东广场及惠鑫公寓，并改由梅林检查站上南坪快速路。并增加原818路的海格客车KLQ6108GE3。
- 2013年，M385路的全线配车更换为五洲龙客车FDG6111HEVG(2)；此前在该线的海格客车KLQ6920QE3转至E20路营运，该线的金龙客车XMQ6106G转至380B路和M357路营运，该线的海格客车KLQ6108GE3转至M357路和M362路营运。
- 2014年6月30日，M385路坂田段取消行驶南坪快速路，在坂田段改走梅坂大道、五和大道和布龙路。

## 资料来源
1. ↑  樊卿. . 奥一网. 2008-09-16 （中文（简体））.[永久]